# Rhamphomyia flaviventris
Rhamphomyia flaviventris är en tvåvingeart som beskrevs av Macquart 1827. Rhamphomyia flaviventris ingår i släktet Rhamphomyia och familjen dansflugor. Inga underarter finns listade i Catalogue of Life.